# Урумская литература
Урумская литература — литература урумов и греков Приазовья.

## История
К началу XX века дошло несколько образцов урумского фольклора, который был сформирован на основе не только народнопоэтического творчества урумов, но и других, проживавших рядом с ними в Крыму, в частности, крымских татар, караимов и крымчаков. В отличие от греков Приазовья, в урумском фольклоре присутствуют образы, свойственные преимущественно фольклору тюркских народов (во многом потому, что сам урумский язык является тюркским), в частности, несвойственные другим греческим народам дастаны, сказки, легенды, басни, юмористические сказания; песни масалов, исторические, обрядовые, лирические и шуточные песни; пословицы, поговорки, скороговорки и загадки.
Значительный вклад в изучение урумского языка внес известный языковед-тюрколог, доктор филологических наук Александр Гаркавец, который издал урумский словарь и ряд научных работ по вопросам истории и функционирования урумского языка.
Исследованием и популяризацией урумского фольклора занимается этнодокументалист, переводчик, исследователь культуры приазовских греков Александр Рыбалко.
Образцы урумского народного творчества были опубликованы в таких книгах, как «Мариуполь и его окрестности» (Мариуполь, 1892) и «Козмуку пігад» (Донецк, 1994).
Урумская литература практически не развивалась до конца 1980-х, когда началось национальное возрождение. Одним из основоположников современной урумской литературы является уроженец посёлка Старый Крым Валерий Киор (1951—2023). Им было выпущено несколько сборников стихов, такие как «Хасевет йазмахлары» («Печальные письма», 1990), «Потерять и найти» (1997), «Плач плачей, или Книга невыплаканных слёз» (2016), а также «Одиночная камера». Также современной урумской литературой занимались писатель и поэт Виктор Борота (1936-2022) и Кирикия Хавана (род. 1947). Тем не менее, из-за снижения количества носителей и читателей урумского языка литература переживает не лучшие времена.